# Jaromír Holan
Jaromír Holan (* 14. května 1941 Praha) je bývalý československý krasobruslař, který soutěžil v tancích na ledě.
Byl členem pražského klubu Slávia Žižkov později Stadión Praha. Na začátku sportovní kariéry závodil v mužské kategorii. Se svou první partnerkou Jitkou Babickou vystupovali v letech 1959–1967, poté Babická ukončila závodní kariéru, a tak vytvořil dvojici s Danou Novotnou, která se později stala jeho manželkou. Spolu jezdili už jen dvě sezóny, do roku 1969.
V současnosti žije se svou rodinou ve Spojených státech amerických.

## Sportovní výsledky
Muži
| Událost          | 1958             | 1959             | 1960             | 1961             |
| mistrovství ČSSR | Bronzová medaile | Bronzová medaile | Bronzová medaile | Stříbrná medaile |

s Jitkou Babickou
| Událost            | 1959             | 1960             | 1961             | 1962             | 1963             | 1964             | 1965             | 1966             | 1967          |
| ------------------ | ---------------- | ---------------- | ---------------- | ---------------- | ---------------- | ---------------- | ---------------- | ---------------- | ------------- |
| mistrovství Evropy |                  |                  | 10               | 9                | 7                | 6                | 7                | Bronzová medaile | 6             |
| mistrovství světa  |                  |                  |                  |                  | 14               | 10               |                  | 8                | 11            |
| mistrovství ČSSR   | Stříbrná medaile | Stříbrná medaile | Stříbrná medaile | Stříbrná medaile | Stříbrná medaile | Stříbrná medaile | Stříbrná medaile | Zlatá medaile    | Zlatá medaile |

s Danou Novotnou
| Událost            | 1968          | 1969          |
| mistrovství Evropy |               | 7             |
| mistrovství světa  |               | 8             |
| mistrovství ČSSR   | Zlatá medaile | Zlatá medaile |